# Стадион имени Мехти Гусейнзаде
Стадион имени Мехти Гусейнзаде — главный стадион города Сумгаит, четвёртый по вместимости стадион Азербайджана. Стадион расположен на берегу Каспийского моря. До 2019 года на стадионе была беговая дорожка. Арена носит имя азербайджанского лейтенанта советской армии Героя Советского Союза Мехти Гусейнзаде.
Стадион является домашней ареной футбольного клуба азербайджанской премьер-лиги «Сумгаит», который играет здесь с 2010 года. Ранее на стадионе играли такие городские команды как «Хазар», «Гянджларбирлийи» и «Стандард».

## История
После того как Сумгаит получил статус города (в 1949 году), в 1954 году было принято решение о строительстве здесь стадиона. Строительство стадиона началось только в 1963 году, а открытие состоялось в 1966 году. Первым матчем на стадионе была игра между сумгаитской командой «Полад» и ростовской командой «Калитва».
Дважды на стадионе проходили матчи за Суперкубок Азербайджана по футболу — Суперкубок Азербайджана по футболу 1993 и Суперкубок Азербайджана по футболу 1995.
В 2019 году началась реконструкция стадиона. Старые сооружения были полностью снесены, и началось строительство нового стадиона. Строительные работы завершаются в 2022 года с поэтапной реализацией.
В связи с решением УЕФА о проведении всех домашних матчей белорусских клубов и национальных команд на нейтральных полях, планируется, что клуб "Динамо Минск" проведет свои домашние игры в групповом этапе Лиги конференций УЕФА 2024-25 на этом стадионе.